# Crypteronia
Crypteronia es un género   de plantas con flores perteneciente a la familia Crypteroniaceae. Se distribuyen en el este de la India, sudeste asiático, sur de China a la Península Malaya, Indonesia, y Nueva Guinea. Comprende 18 especies descirtas y de estas, solo 7 aceptadas.

## Taxonomía
El género fue descrito por Carl Ludwig Blume y publicado en Bijdragen tot de flora van Nederlandsch Indië 1151. 1826. La especie tipo es: Crypteronia paniculata Blume

## Especies aceptadas
A continuación se brinda un listado de las especies del género Crypteronia aceptadas hasta enero de 2014, ordenadas alfabéticamente. Para cada una se indica el nombre binomial seguido del autor, abreviado según las convenciones y usos.
- Crypteronia borneensis J.T.Pereira & K.M.Wong
- Crypteronia cumingii (Planch.) Endl.
- Crypteronia elegans J.T.Pereira & K.M.Wong
- Crypteronia glabriflora J.T.Pereira & K.M.Wong
- Crypteronia griffithii C.B.Clarke
- Crypteronia macrophylla Beus.-Osinga
- Crypteronia paniculata Blume